# 935
935 (CMXXXV) je bilo navadno leto, ki se je po julijanskem koledarju začelo na četrtek.

## Dogodki
- 1. januar

## Rojstva
- Firdusi, perzijski pesnik († 1020)
- Hrosvita, prva nemška pesnica († 973)